# Babizm
Babizm (pers. ‏بابی ها‎, Bâbihâ) – ruch religijny wywodzący się z islamu, powstały ok. 1844 roku w Persji. Babizm zakładał szereg reform społecznych i religijnych, reinterpretował dżihad, wprowadzał nowy kalendarz, monogamię (wyznawcy mogli brać za żonę tylko współwyznawczynie) i równość ludzi wobec prawa.

## Historia
Założycielem babizmu był Ali Muhammad z Szirazu (1819–1850), który nadał sobie tytuł Bab („Brama”) i ogłosił się mahdim oraz Boskim Objawicielem (Prorokiem, założycielem nowej religii) zapowiadającym w swej Księdze Bayan przyjście mesjasza wszystkich religii. Dla wielu wyznawców babizmu tym zapowiedzianym przez Baba był Baha'u'llah.
Historia posłannictwa Baba rozpoczęła się 23 maja 1844 roku. W tym dniu pierwszy wyznawca Baba Mulla Husayn uznał Baba za „Bramę” (Báb). Wielu innych prominentnych wyznawców szajchizmu przyjęło jego wiarę w ciągu kilku miesięcy. Wśród nich była kobieta, której Bab nadał imię Tahirih (z pers. „Czysta”). Bab przekazał każdemu ze swych apostołów, którym nadał tytuł „Litery Żyjącego”, misję nauczania nowej wiary w różnych miastach Persji. Większość z nich została męczennikami. Kilku z nich zaginęło bez wieści. Niezwykle dramatyczne było życie Mulli Husayna, Tahirih i Quddusa – ostatniego z apostołów.
Nauki Baba wprowadzające drastyczne zmiany do obowiązujących w Iranie zasad duchowych islamu i szybko rosnąca populacja babitów spowodowały prześladowania. Dziesiątki tysięcy wyznawców Baba zostało uśmierconych w ich efekcie. Sam Bab został uwięziony w twierdzach Mah Ku i Chiriq, a w końcu został rozstrzelany przez pluton egzekucyjny w wojskowych koszarach w Tabrizie. Ciało Baba, wyłożone na widok publiczny przy pobliskiej fosie, zostało wykradzione w drugą noc po egzekucji przez oddanych wyznawców i złożone w drewnianej trumnie ukrywanej przez lata. W roku 1909, po ukończeniu budowy Mauzoleum Baba w Hajfie, ciało Bába zostało złożone tam przez syna Baha'u'llaha – Abdu'l-Bahę.
Po śmierci Baba ruch wciąż się rozwijał, lecz w 1863 (a ostatecznie w 1866, po publicznym ogłoszeniu swych objawień przez Bahá'u'lláha) duża część wyznawców Baba przyjęła wiarę Baha'u'llaha wierząc, iż jest on zapowiadanym przez Baba w Księdze Bayan posłańcem od Boga. Do dzisiaj w Iranie istnieje mała grupa wyznawców Baba, których można spotkać w świętych miejscach związanych z historią życia Baba czy jego apostołów.
Z babizmu wywodzą się:
- azalityzm (obecnie głównie na Cyprze i w Iranie) – kontynuacja babizmu,
- bahaizm (który stał się samodzielną religią).

Po podziale na dwie powyższe religie część wyznawców babizmu przez kilka/kilkanaście kolejnych lat nie opowiedziała się po żadnej ze stron konfliktu. Grupa ta z czasem malała, tracąc wyznawców na korzyść bahaizmu (i w mniejszym stopniu azalizmu). Niektórzy przedstawiciele niezdecydowanych opowiedzieli się za jeszcze innymi prorokami (najlepiej znani są Mirza Abdullah i Aga Baszir Mohammed) – grupy te jednak szybko zanikły.